# 瓦伦博恩
瓦伦博恩是德国莱茵兰-普法尔茨州的一个市镇。总面积8.23平方公里，总人口422人，其中男性217人，女性205人（2011年12月31日），人口密度51人/平方公里。